# 良好药品临床试验规范
《良好药品临床试验规范》（英語：Good Clinical Practice，簡稱：GCP），为保证药品临床试验的科学性、可靠性和重现性而制定的规范。GCP中保护了志愿受试者和病人在新药研究中的安全和利益，同时规定了生产者申请临床试验所要出据的有价值的临床资料。

## 中国大陆
《药物临床试验质量管理规范》

## 台灣
《藥品優良臨床試驗規範》